# Marcus Aemilius Lepidus (Konsul 78 v. Chr.)
Marcus Aemilius Lepidus (* 120 v. Chr.; † 77 v. Chr. auf Sardinien) war ein römischer Politiker der späten Republik aus dem patrizischen Geschlecht der Aemilier.
Vielleicht war er 89 v. Chr. während des Bundesgenossenkriegs Militärtribun. 82 v. Chr. nahm er vermutlich als Legat Sullas im Bürgerkrieg die Stadt Norba ein (dies könnte allerdings auch Mamercus Aemilius Lepidus Livianus gewesen sein). Spätestens 81 v. Chr. war er Prätor, im Jahr 80 v. Chr. als Proprätor Statthalter von Sizilien. 
78 v. Chr. wurde Lepidus Konsul. Er versuchte, die Maßnahmen des zurückgetretenen und in diesem Jahr gestorbenen Diktators Sulla wieder rückgängig zu machen, traf dabei aber auf den Widerstand seines Kollegen Quintus Lutatius Catulus und der Optimaten. Als Prokonsul 77 v. Chr. sollte er eigentlich die Provinzen Gallia Transalpina und Gallia Cisalpina verwalten, zog aber mit einem Heer gegen Rom. Er wurde von Catulus an der Milvischen Brücke geschlagen und dann noch einmal bei Cosa von Catulus und Pompeius. Lepidus musste nach Sardinien fliehen, wo er bald darauf starb.
Sein gleichnamiger Sohn gehörte dem zweiten Triumvirat an.